# Pinchas Scheinman
Pinchas Scheinman (hebrejsky: פנחס שינמן, žil 1. července 1912 Krakov – 10. října 1999) byl izraelský politik a poslanec Knesetu za stranu Mafdal.

## Biografie
Narodil se v Krakově v Haliči v tehdejším Rakousku-Uhersku (dnes Polsko). Vystudoval střední školu, ješivu a obchodní školu. V roce 1948 přesídlil do Izraele.

## Politická dráha
V mládí se angažoval v Polsku v mládežnickém křídle hnutí Mizrachi, jehož byl generálním tajemníkem. Po přesídlení do Izraele působil jako generální tajemník hnutí ha-Po'el ha-Mizrachi a později strany Mafdal v Tel Avivu. Předsedal náboženské radě v Tel Avivu a celostátní Společnosti náboženských rad. Zasedal ve vedení strany Mafdal.
V izraelském parlamentu zasedl poprvé po volbách v roce 1973, do nichž šel za stranu Mafdal. Stal se členem parlamentního výboru pro vzdělávání a kulturu, výboru pro veřejné služby a výboru House Committee. Za Mafdal obhájil mandát i ve volbách v roce 1977. Nastoupil jako člen do výboru pro záležitosti vnitra a životního prostředí, výboru pro imigraci a absorpci a výboru pro ústavu, právo a spravedlnost. Předsedal podvýboru pro prevenci vzniku hřbitova v severním Tel Avivu a podvýboru pro veřejnou dopravu v centrálním Izraeli. Po obě volební období byl rovněž místopředsedou Knesetu. Ve volbách v roce 1981 mandát neobhájil.